# دیدی که رسوا شد دلم
 دیدی که رسوا شد دلم نام یک آلبوم موسیقی اثر  مرضیه، هنرمند ایرانی است که در سبک  سنتی تهیه شده و دارای ۱۰ آهنگ است. 

## فهرست آهنگ‌ها
| ردیف | آهنگ                |
| ۱    | در میان گلها        |
| ۲    | دیدی که رسوا شد دلم |
| ۳    | عشق خود حاشا مکن    |
| ۴    | جلوه هستی           |
| ۵    | گلهای بهاری         |
| ۶    | عمر دوباره          |
| ۷    | تنهایی              |
| ۸    | سوز دل              |
| ۹    | ای امید دل من کجایی |
| ۱۰   | بیا بیا بنشین       |